# Лучан, Владимир
Владимир Лучан (чеш. Vladimír Lučan, 4 июня 1977, Чехословакия) — чешский ориентировщик, призёр чемпионата Европы
по спортивному ориентированию.

Первый успех на международном уровне пришёл к Владимиру в 1996 году, когда он стал победителем чемпионата мира среди юниоров в эстафете. Год спустя на чемпионате мира среди юниоров 1997 года завоевал серебряную медаль на классической дистанции и в эстафете.
В 2000 году на возобновившемся чемпионате Европы Владимир Лучан в составе эстафетной команды (Владимир Лучан, Михал Йедличка и Рудольф Ропек) завоевал серебряные медали.